# Châtel-Censoir
Châtel-Censoir [ʃɑtɛl sɑ̃swaʁ] ist eine französische Gemeinde mit 565 Einwohnern (Stand 1. Januar 2022) im Département Yonne in der Region Bourgogne-Franche-Comté; sie gehört zum Arrondissement Avallon und zum Kanton Joux-la-Ville.

## Geografie

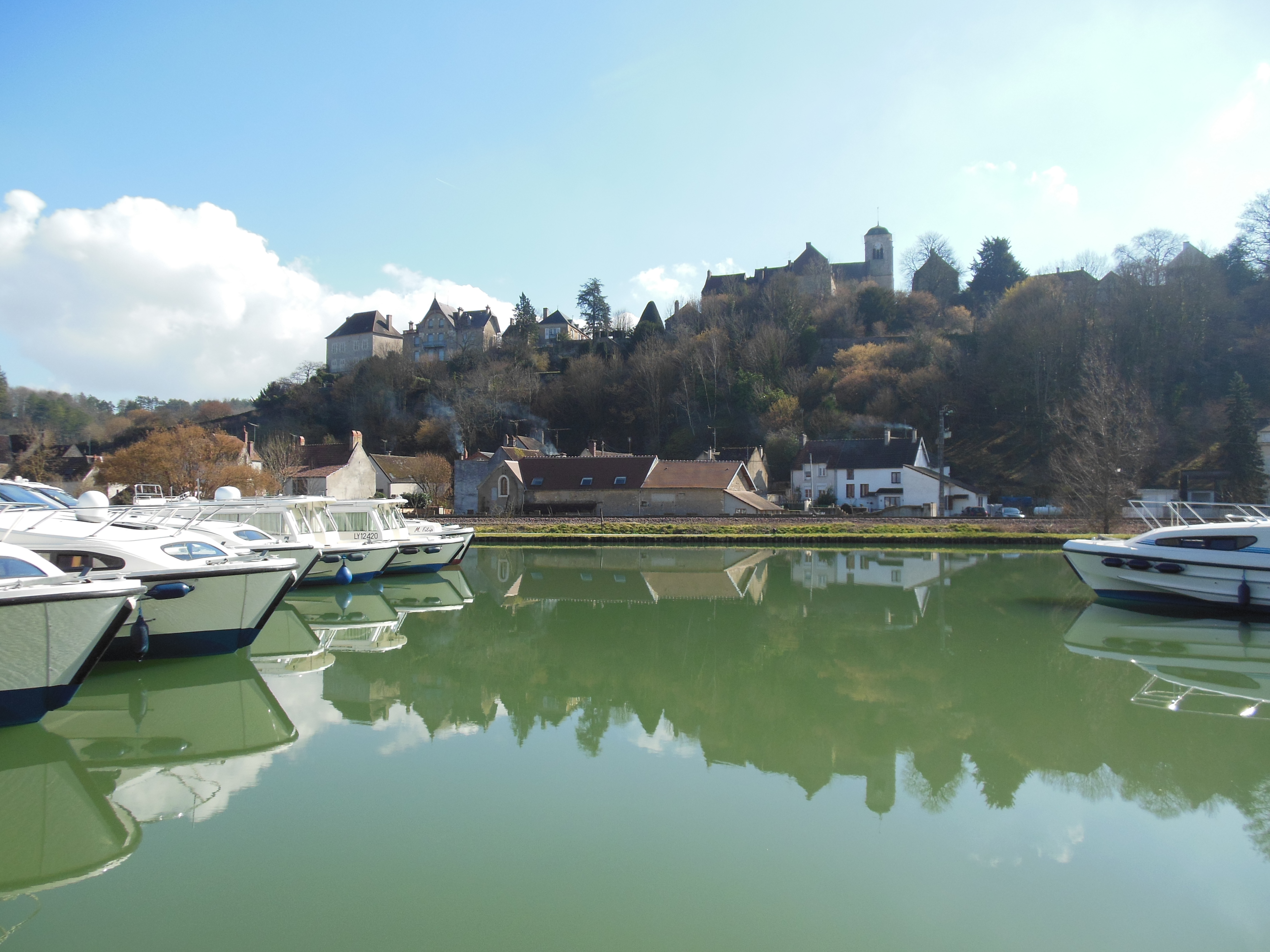
Sportboothafen am Canal du Nivernais

Châtel-Censoir liegt etwa 30 Kilometer südsüdöstlich von Auxerre und etwa 21 Kilometer westnordwestlich von Avallon am rechten Ufer der Yonne und am parallel verlaufenden Canal du Nivernais. Der Ruisseau de Chamoux mündet von Süden kommend am Zentrum der Gemeinde in die Yonne. Über die Hälfte der Fläche der Gemeinde ist von Wald bedeckt.
Umgeben wird Châtel-Censoir von den fünf Nachbargemeinden:
|                    | Merry-sur-Yonne                             |         |
| Crain              | Kompassrose, die auf Nachbargemeinden zeigt | Brosses |
| Lichères-sur-Yonne | Asnières-sous-Bois                          |         |

## Geschichte
Das Dorf verdankt seinen Namen des heiligen Censure, dem neunten Bischof von Auxerre, der dort im 5. Jahrhundert n. Chr. Grundbesitz besaß. Der erste schriftliche Hinweis auf Castrum Censurium – die „Burg des Censure“ – erscheint erst zwei Jahrhunderte später in einem Kopialbuch (einem Vermögensverzeichnis) des Bischofs von Auxerre. Aus diesem Grund werden die Einwohner Castelcensoriens und Castelcensoriennes genannt.

## Bevölkerungsentwicklung
| 1962 | 1968 | 1975 | 1982 | 1990 | 1999 | 2010 | 2018 |
| ---- | ---- | ---- | ---- | ---- | ---- | ---- | ---- |
| 708  | 708  | 713  | 677  | 602  | 657  | 663  | 622  |

## Sehenswürdigkeiten
- Das Haus Vaulabelle wurde 1742 erbaut und ist seit 1991 in Teilen als Monument historique eingeschrieben.
- Die Kirche Saint-Potentien, ein ehemaliges Kollegiatstift, stammt aus dem 12. und 13. Jahrhundert und ist seit 1908 als Monument historique klassifiziert.
- Mit seiner Burg aus dem 11. Jahrhundert (Überreste des Turms und der Umfriedung) war Châtel-Censoir bis zur Französischen Revolution Sitz der politischen und militärischen Macht des Seigneurs, aber auch der religiösen und intellektuellen Macht mit seinen Kanonikern und seiner Stiftskirche Saint-Potentien, wo bis zum 18. Jahrhundert Pilger strömten. um die Reliquien des heiligen Censure zu verehren, nachdem sie ihre Waschungen im gleichnamigen Brunnen durchgeführt hatten.

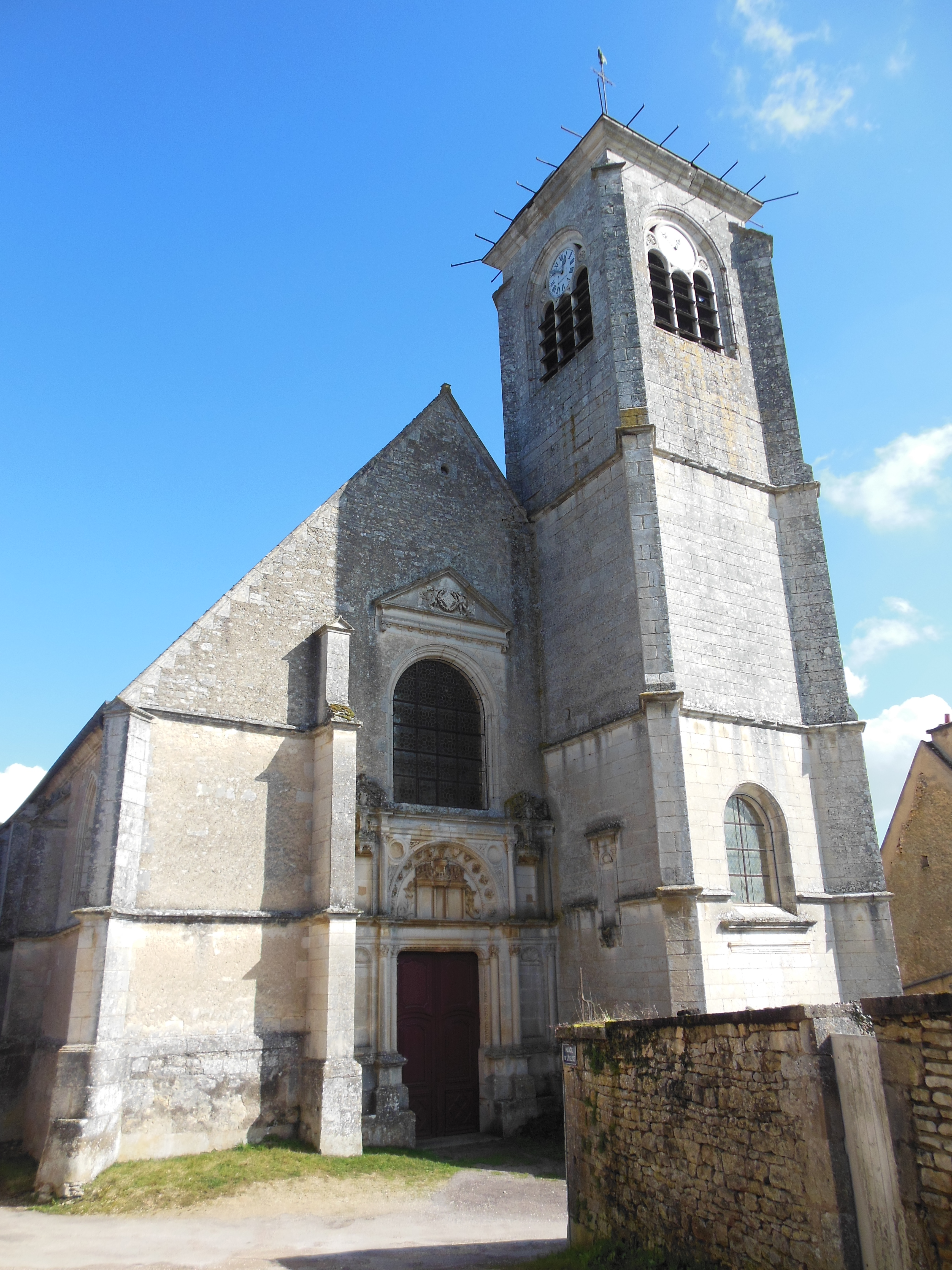
Kirche Saint-Potentien
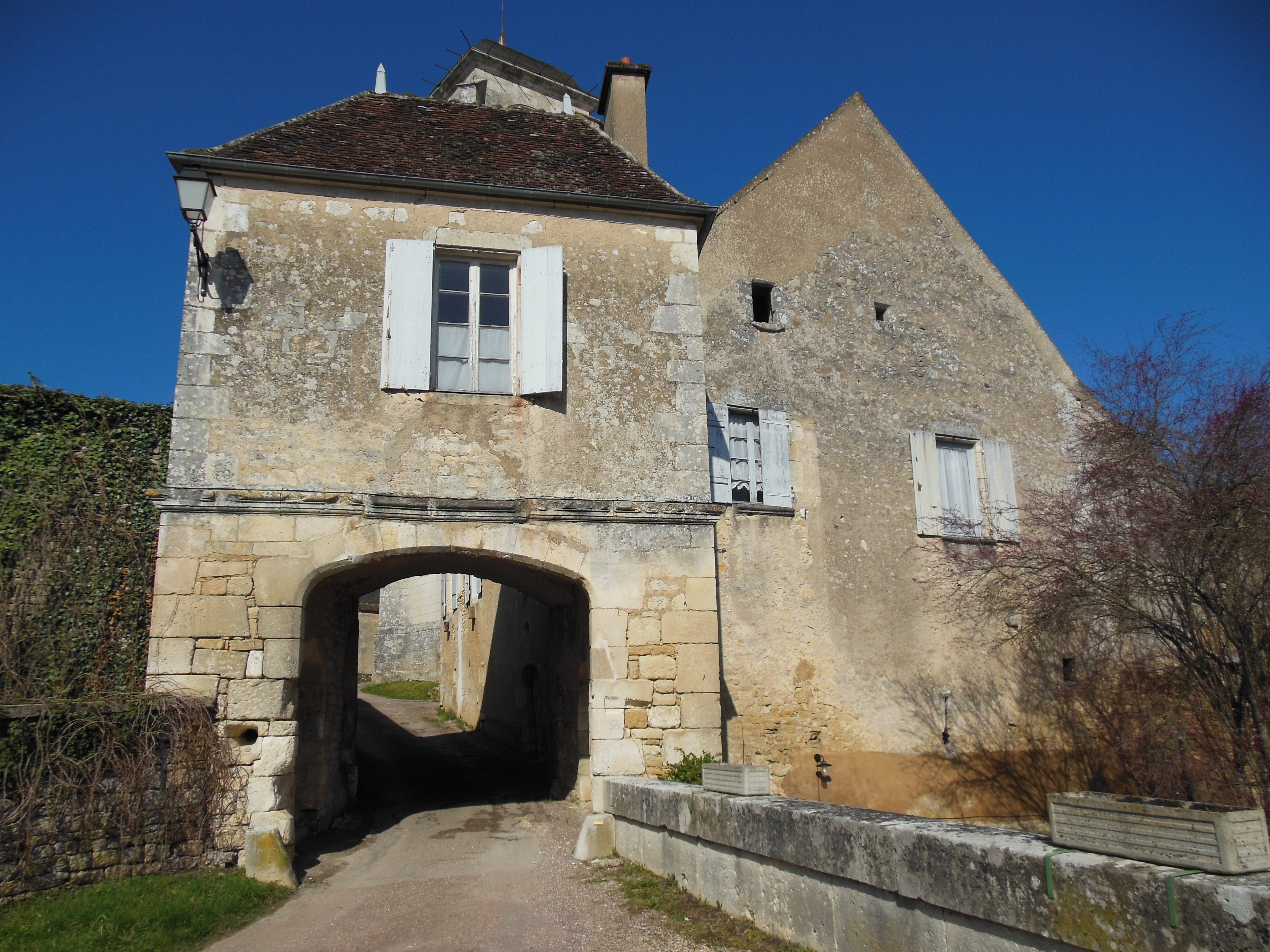
Eingangstor zur Burg
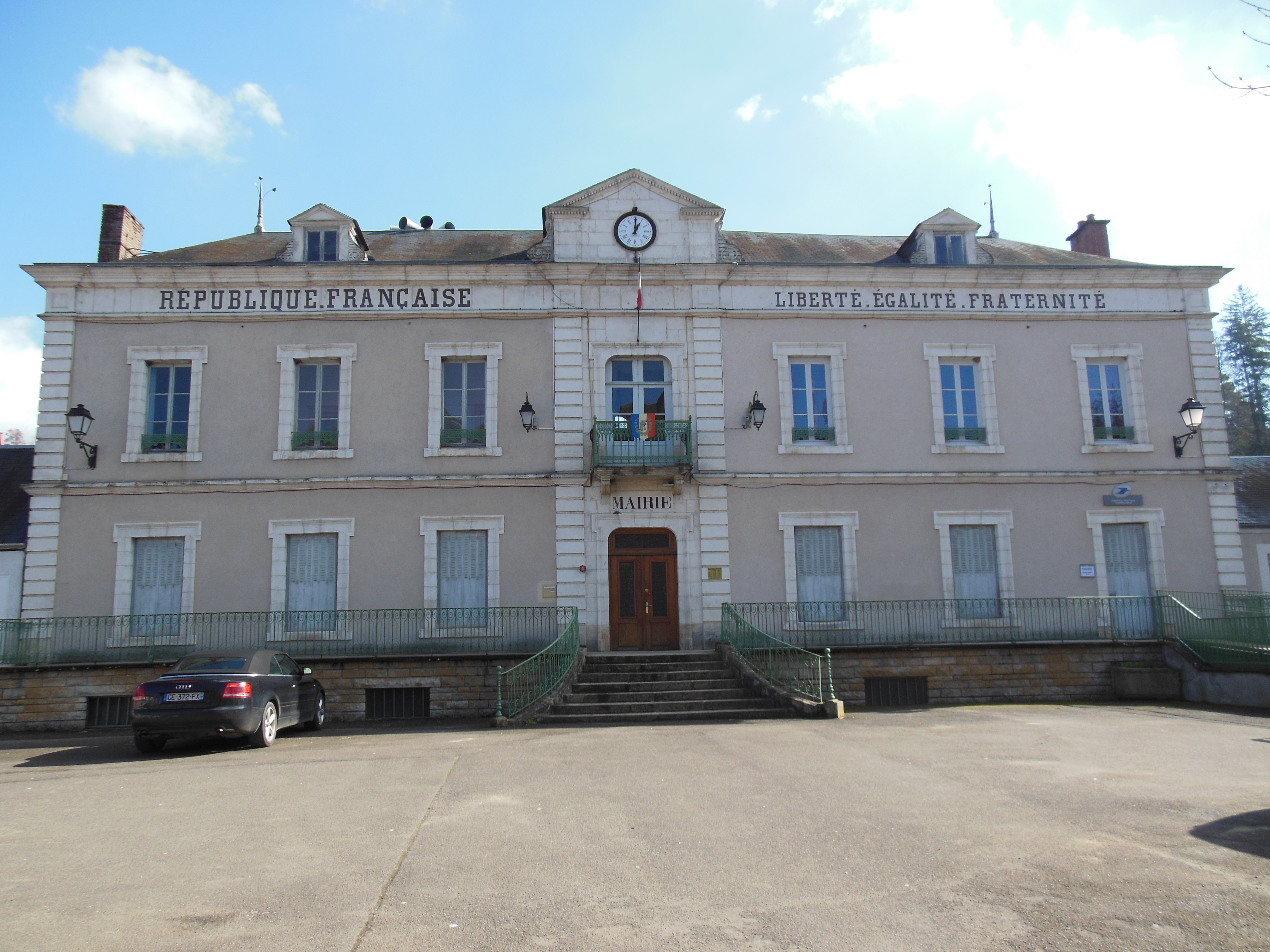
Mairie (Bürgermeisteramt)

## Verkehr

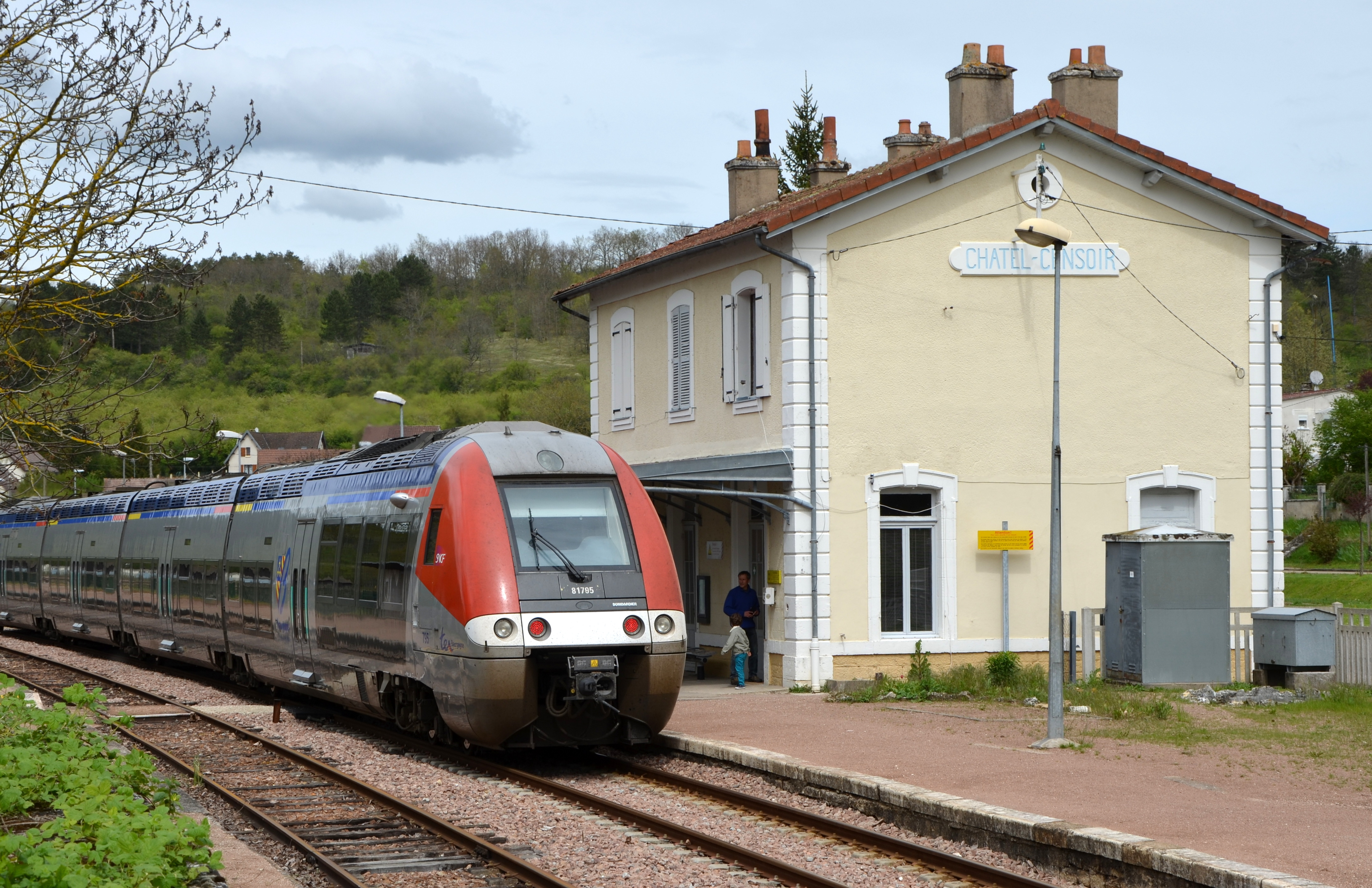
Bahnhof mit Zug des TER Bourgogne (2012)

Die Departementsstraße D 21 verbindet die Gemeinde im Westen mit Coulanges-sur-Yonne. Im Zentrum der Gemeinde trifft sie auf die D 100, die südlich nach Asnières-sous-Bois führt und als Uferstraße entlang der Yonne nach Norden weitergeführt wird.
Châtel-Censoir hat einen Bahnhof an der Bahnstrecke Laroche-Migennes–Cosne, die in diesem Bereich am 4. Juli 1870 durch die Compagnie des chemins de fer de Paris à Lyon et à la Méditerranée (PLM) eröffnet wurde. Aktuell wird er von Regionalzügen des TER Bourgogne-Franche-Comté bedient.
Am Canal du Nivernais existiert ein Hafen, der aktuell nur noch Sportbooten dient. Nach dem Canal du Midi ist der Canal du Nivernais der touristisch am zweitmeisten genutzte Kanal Frankreichs.